# 長谷川才次
長谷川 才次（はせがわ さいじ、1903年（明治36年）10月1日 - 1978年（昭和53年）3月10日）は、時事通信社の初代代表取締役。時事画報社、内外ニュースの創業者。善本社会長。勲一等瑞宝章受章。
同盟通信社在職中から記者として活動し、戦後は保守系言論人としても活動した。1945年の時事通信社創業以来、四半世紀余りにわたって同社を率いたが、労使対立を招いた責任を取って1971年に辞任した。

## 若年期
青森県青森市の質屋業を営む家に、男3人、女4人のきょうだいの3男として生まれた。父は三井銀行（のち第五十九銀行に転職）に務める銀行員であったが、男子のいない長谷川家に婿養子として入り、質屋業を継いだ。
長谷川は小学校時代から秀才で知られたほか、少年野球では二塁手として活躍した。
1916年、合浦公園の西に位置する青森中学校（現在の青森県立青森高等学校）に進学。英語が好きで、3年の頃から登下校時には『熟語本位英和中辞典』を読みながら歩いた。また、父から『十八史略』や四書を読まされ、自らも読書をよくした。こうした経験が、英語や歴史、漢学の教養を深めていった。
中学時代の4年間を首席で通した長谷川は、第一高等学校文科甲類を受験するも失敗。併願していた文科丙類には合格したが、甲類が諦められなかった長谷川は、神田錦町の日土講習会で勉強し、翌年文科甲類へ進学した。中寮十番で同室となった武藤富男（のちの明治学院大学院長）は、終生の友人となった。
入学後は英語の書物を読み漁ったほか、フランス語、ドイツ語、ラテン語などの習得にも励んだ。殊に英語は、語源にまで遡って意味を調べるほどの熱の入れようであった。
1924年、東京帝国大学法学部に進学。在学中に寄宿した寮では、矢部貞治（のちの拓殖大学総長）と同室となった。しかし、これまでの揺り返しであるかのように勉強に身が入らなくなった長谷川は、「試験を受けずに、ふらふらして」過ごし、3年で卒業するはずのところを1年留年した。何度も中退を考えたが、高校時代の恩師に諭されて思い留まった。
例外的に、田中耕太郎の講義は長谷川の関心を惹いた。カトリック教徒であった田中の講義には、キリスト教的世界観が反映されていたからという。この頃長谷川は、郷里青森のカトリック教会で洗礼を受けている。

## 記者生活

### 通信社へ
帝大を卒業後、実家近くの呉服屋の5女と結婚した長谷川は、郷里の青森で暮らしていた。未だ就職先が決まっておらず、このままではいけないと猛勉強を始めた矢先、この地を訪れた岩永裕吉（新聞聯合社専務）に出会った。岩永と意気投合した長谷川は、聯合への入社を決めた。洗足に家を借りて妻と暮らしたが、家賃は聯合での初任給と同じ30円であったため、しばらくは親の援助に頼らねばならなかった。
外信部に配属された長谷川は、外信局長古野伊之助及び外信部長相良左の下で、業務の習熟に務めた。
「辞書を引くのを見たことがない」と同僚に言わしめた長谷川の英語力は、外信部で遺憾なく発揮された。満州事変に関する調査をしていたリットン調査団が最終報告を作成した際には、報告の内容を伝えるAP電を届いたそばから和訳して読み上げ、部下に書き取らせた。出来上がった訳文は素晴らしく、添削の赤ペンを入れられることなく直ちに各新聞社に送られたという。

### 同盟人として
日本電報通信社（電通）の後塵を拝していた聯合はこの頃、「一国一通信社」の主張を掲げ、軍部を動かして電通の吸収を図っていた。聯合は同盟通信社（以下「同盟」）に改組し、電通の通信部を合併させることに成功した。この新会社で長谷川は、外信部長に就任した。
1937年6月、長谷川はロンドン支局長の辞令を受けた。ただし、すぐにロンドンへは向かわず上海支社や米国を視察した後、フリート街のロイター本社ビル内にあった、同盟のロンドン支局へ赴任した。
長谷川がロンドン入りした1937年は、第二次世界大戦直前の激動の時代であった。ナチス・ドイツによるオーストリアの併合（アンシュルス）、独軍のポーランド侵攻、独軍によるイギリス本土空襲（バトル・オブ・ブリテン）といった重大事件を、長谷川はロンドンの地で報じた。長谷川は東京本社時代、事件があると各支局へ指令の電報を発していたが、ロンドン赴任後は逆に、支局長でありながらしばしば東京本社へ指令電を打った。
1941年12月8日、日本が米英へ宣戦を布告すると、イギリスは直ちに在留邦人をマン島へ抑留した。マン島には、イタリア人やルーマニア人、ハンガリー人などの敵国人が集められ、現地の安ホテル数百軒に入って抑留生活を送った。長谷川は第26番館長を任され、待遇改善などの折衝に当たった。
将校の管制下に置かれた収容所での生活は不自由が多く、週2回の散歩やラジオの聴取こそ認められていたものの、厳しい寒さや栄養不足に悩まされた。しかし抑留から半年余りのちの1942年7月16日、司令部から帰還命令が下り、9月27日に横浜港にたどり着いた。
1945年8月の終戦時には、陸軍省の意向を無視して日本のポツダム宣言受諾の第一報を打電した。
8月10日午前3時に天皇が下したポツダム宣言受諾の方針は、内閣書記官長の迫水久常を通じて長谷川に伝えられた。「日本政府の終戦についての方針はポツダム宣言を受諾することにきまっているが、手続きのうえでひどくてまどっていて、回答が遅れているという旨を流してほしい」という迫水の依頼を受けた長谷川は、海外向け放送でこれを報じた。すると、欧米メディアから日本への放送が直ちに返ってきたため、これを傍受した陸軍内部は大騒ぎとなった。
大本営の報道部は同日夕刻、徹底抗戦を主張する陸軍大臣布告を発した。迫水や長谷川のもとには陸軍将校らが押しかけ、なぜあのような放送をしたのかと問い詰めたが、両名は共に知らぬ顔を決め込んで事無きを得た。

## 時事経営

### 同盟解散
第二次世界大戦終結後、日本の占領政策を司るGHQのダグラス・マッカーサーは9月14日、駐留米兵による民間人への暴行事件を同盟が幾度も報じていることを聞かされた。マッカーサーは「同盟を閉鎖せよ」と命じ、翌9月15日には、GHQの新聞課が同盟の業務停止命令を発した。同盟からのニュースの供給停止で報道業界が大混乱を来たしたことから、命令は翌日正午に急遽取り消されたが、外国向けの電信同報をなおも禁じられるなど、同盟への圧力は強まりつつあった。
9月24日、長谷川はGHQが「政府から独立した新聞通信社の設立を許す。それこそが言論自由の大道である」との声明を翌日の各朝刊に掲載させるという情報を入手した。この声明は裏を返せば、政府と密接に関係している報道機関の存在意義を認めないという、GHQの意思表示である。「国策通信社」同盟が完全に解体される可能性が、にわかに高まった。
長谷川の報告を受けた同盟社長の古野伊之助は、長谷川を連れて直ちにGHQに向かった。担当官のフーヴァー大佐に向かって古野は、同盟を自発的に解散すると表明したのである。GHQの手で解体される前に機先を制して「擬装解散」をしてしまうという、巧妙な策であった。予想外の申し出に、フーヴァーはしばらく言葉を失ったという。

### 第二通信社
この翌週に開催された同盟の第33回理事会の席上、古野は新通信社「共同通信社」の設立を宣言した。
「新通信社は『共同通信社』という名称の下に社団法人組織で、『同盟』と同じ新聞組合主義によって来月1日から新首脳部、新方針によって仕事をして行く。そして『同盟』で育成された人材が、この新機構運営の中枢にすわって、報道報国の使命を果たして行くことになる」
古野の発言から判るように、栄光ある同盟の衣鉢を継ぐのは、共同通信社であった。対して共同通信社の枠組みから外れた業務、即ち商況・出版を担当する通信社の方は、この時点では正式社名も決まっておらず、「第二通信社」と仮称された。新聞社向けの記事配信こそが通信社の本分であり、商況や出版は「第二」に過ぎなかった。
ある日、長谷川を昼食に誘った古野は、新聞組合を伊藤正徳（同盟の元参与、中部日本新聞社専務）に、経済サービスを長谷川に任せたいと語った。長谷川は一旦は断ったが、「外地に残る2千人近くの同志の生活を見てやれるのは君しかいない」との懇願に負け、不承不承ながらも古野の依頼を受け入れた。しかし、報道局長まで務めた自分が傍流に回されたという現実は容易には受け入れがたく、長谷川の心中には鬱屈した感情が残った。

### 時事発足

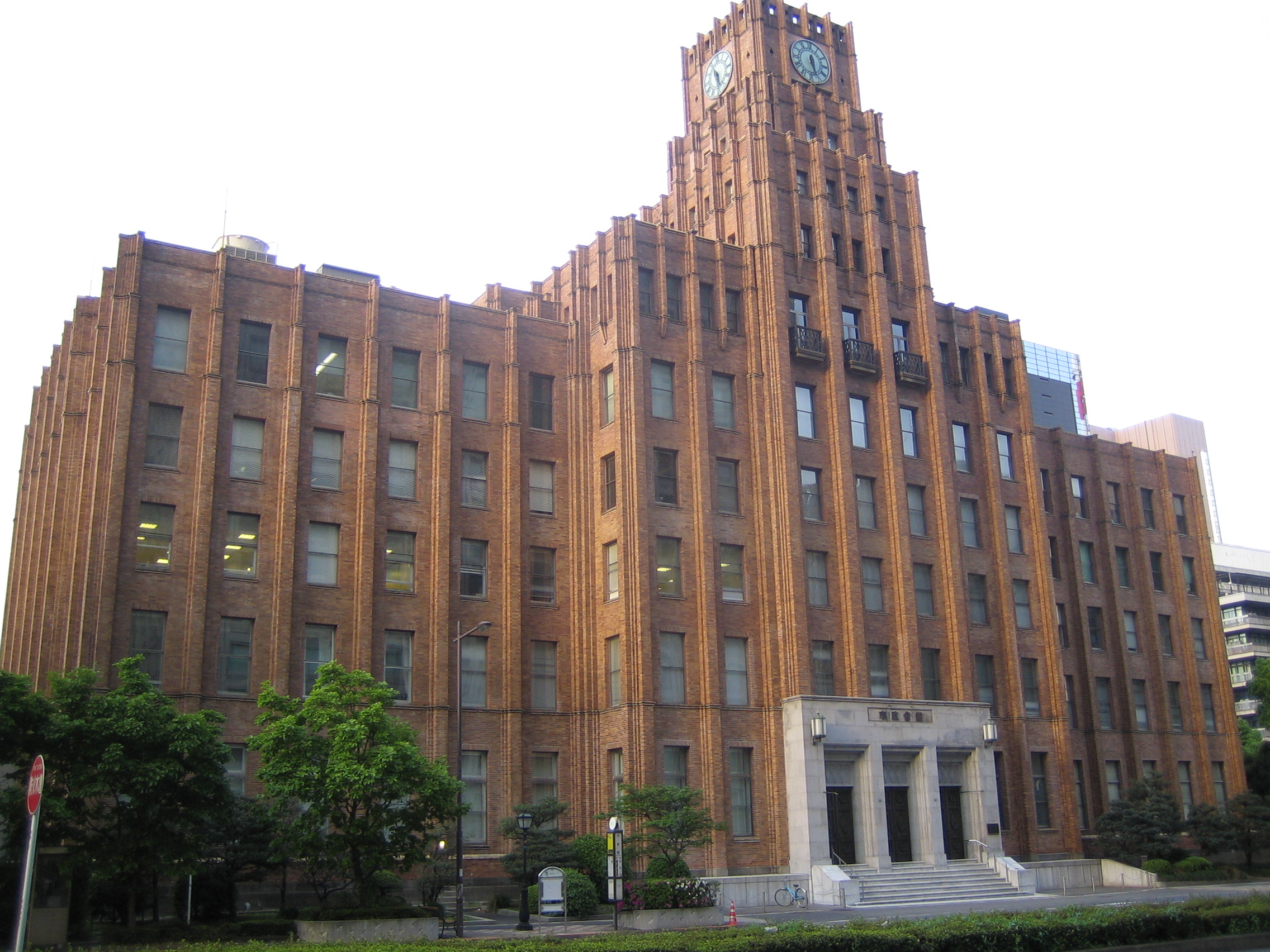
市政会館（東京都千代田区）。長谷川は3階（共同の退去後は2階）に代表取締役室を置いた

解散表明からわずか1ヵ月後の10月31日、同盟は正式に解散した。翌11月1日、共同通信社（以下「共同」）と時事通信社（以下「時事」）が発足した。
時事は資本金が満足に調達できなかったため、1株50円の株式を長谷川ら12名の発起人が30株ずつ、他の全社員が2株ずつ引き受けて10万円を用意した。しかも保有株式数に関係なく1人1票の議決権を有するという独特な企業形態を採った。また、社長や常務といった肩書きは存在せず、代表取締役と取締役のみを置いた。時事の成り立ちを聞いた米国のジャーナリスト、エドガー・スノーは、同社を「時事合作社 (Jiji Cooperative) 」と呼んだほどであった。
新会社の設立に際し、同盟の資産の分割がなされたが、これは明らかに共同に有利な内容であった。
古野が起草した「同盟通信社の解散に関する覚書」には、共同は「新聞社および放送協会を対象とする新聞通信」を、時事は「一般購読者を対象とする時事通信、経済通信、出版事業等」を行うとあった。これに基づき、通信社の命である国内専用線も同報無線も、全て共同が引き継いだ。船舶向け無線は「新聞報道に関係ないから、時事に帰属すべきだ」と主張したものの、結局共同の所有物となった。
市政会館内にあった旧同盟本社の床面の割り当て分は、共同が905坪。対して時事は223坪に留まった。現金・預金は851,320円、備品その他の資産は247,964円が時事に引き継がれたが、毎月2万円ずつ償還せねばならないとされた。
時事は社員数266名で発足した。しかし早晩、外地から引き揚げて来る元同盟社員2千人をも養わねばならなくなる。資産を持たないに等しい時事にとって、収入の確保は最重要課題であった。
長谷川は、ソ連から帰国したばかりの野坂参三を社長室に招き、自らインタビューを実施。このときの聞き書きをまとめた『亡命十六年』を上梓した。書籍の流通網が確立されていなかったため、社員総出で数寄屋橋や日比谷公園前で街頭販売を行った。同様に、徳田球一や志賀義雄らの本も出版した。
共産党関係の書籍はよく売れ、発足後間もない時事の苦しい経営を支えた。「時事は左翼的だ」とする批判に対し、長谷川は「共産党のことを知らずして、なんで共産党を批判できるか」と応酬した。
資金繰りに苦しみながらも、時事は創業7年目にしてついに配当（年率10%）を実現し、1954年7月には日本で初めて無線ファクシミリ（ホーガン式ファクシミリ）による報道を開始した。発足当初1,200万円であった売り上げは、10年で1億円に達した。

### 確執
だが、傍流を継がされたことへの不満や共同から受けた仕打ちへの反感を蓄積させた結果、長谷川は古野や共同に対する敵愾心を抱くようになった。
1952年、公職追放処分を解除された古野は時事の取締役に就任した。長谷川をはじめとする執行部らは、古野が取締役としての体裁を保てるよう、保有する株の一部を古野に譲渡した。
しかし長谷川と古野との関係は、こののち急速に悪化した。決裂のきっかけは、古野が長谷川を参院選に出馬させようと工作していることを長谷川が知ったためともいわれるが、定かでない。しかし、時事・共同両社に隠然たる影響力を保持する古野が両社の再合同に向けて動く可能性は充分に残されており、手塩にかけて育てた時事を奪われる事態を、長谷川は強く警戒していた。両者は、互いに目も合わせないほどの険悪な関係になった。
長谷川は、共同への反感も露にするようになる。「覚書」には通信網や支社局の共用が認められていたにもかかわらず、時事はその恩恵にあずかることができなかった。通信網を共同に取られた時事は、外国相場の情報を自転車で得意先に配っていた。この銀輪部隊を見た共同の幹部らは、「あれはバック便通信社だ」と揶揄した。
加えて、外地から引き揚げる元同盟社員は資産のない時事が引き受けねばならず、長谷川は塗炭の苦しみを味わった。稼ぎ頭であった新聞社向けの一般ニュース部門を受け継いだ共同と比較したとき、この境遇の差は容認しがたかった。
「出版屋だから」と吹聴する共同の妨害のため、時事は記者クラブへの加盟を許されなかった。また、かつての同盟には運輸省から鉄道のパスが支給されており、共同もこれを引き継いだが、時事は「記者クラブによれば、お宅は出版会社とのことだから」との理由でパスが与えられなかった。
1966年に共同の社長に就任した福島慎太郎は役付社員に対し、国際通信社の資格を持つのは時事ではなく、共同を置いて他にないと語った。こうした発言は、長谷川の神経を逆撫でした。長谷川は、会う人ごとに不満をぶつけた。
この年、古野が74歳で死去したが、長谷川は通夜にも葬儀にも参列しなかった。共同の幹部らは、長谷川を「恩知らず」と罵った。その数年後に開かれた岩永裕吉と古野の追悼会に、長谷川は招かれなかった。

### 共同との抗争
共同への対抗心を募らせた長谷川は、共同の領域とされた一般ニュース部門への進出を考えるようになる。創業1周年を迎えた際には「両通信社が一定の領域において合理的に競争することこそ、新聞界の健全な発達を期し、優秀な通信人を養成するゆえんだ」と語り、「覚書」の破棄を志向していることを明らかにした。
1949年、共同の労組が行ったストライキについて、GHQ新聞課長インボデン少佐 (Daniel C．Imboden) は「共同、時事両社の間に激しい競争が展開されていたなら、共同通信社が現に当面しているような問題はおこらなかったと信じたい」として、「覚書」には独禁法違反の疑いがあると暗に示唆した。7月14日、長谷川は共同常務理事の松方三郎（松方正義の末子）と直接交渉し、「覚書」の撤廃を実現させた。
時事はこの直後、「特信プレス・サービス（1949年9月）」「時事メール・サービス（同年10月）」を相次いで開始するが、本格的なマスメディア・サービスは控えてきた。しかし、外務省による補助金を巡る一件が長谷川を動かした。
1962年末、外務省が共同に対する対外宣伝費を計上するという話を聞いた長谷川は、「共同に予算を付けるのならば、時事にも付けてほしい」と陳情したが、閣僚らは難色を示した。その理由が「時事は単なる経済専門通信社に過ぎない」と共同の幹部に言われたからであると知った長谷川は憤激し、ついにマスメディア・サービスを本格開始した。海外展開も積極的に進め、共同を上回る数の海外支局を持つまでに至った。
1965年、共同は「アジア・ニュース・センター (Asia News Center, ANC) 」計画を立案、内閣官房長官や朝日、毎日、読売などに対し、総額10億円にのぼる援助を求めた。これは、アジア各国に日本のニュースを英文で配信する計画で、国家に依存した事業構想は、同盟時代を思わせるものであった。しかも、連絡委員会の場でNHK会長前田義徳が語ったように、共同と時事の合併も視野に入れていた。
これに反発した長谷川は、保守系議員らに「左翼偏向している共同に対外報道をまかせると危ない」などと説く一方、同年9月には「太平洋共栄圏特報 (Pacific Commonwealth Information) 」を開始、共同を牽制した。太平洋共栄圏特報は、4年後には「太平洋ニューズ圏 (Pacific News Commonwealth) 」に改組して、アジア11ヶ国の通信社と提携して記事の交換などを行った。各社代表を市政会館に招いた長谷川は、日本の報道の現状について「他産業部門はほとんど世界一流に伍し、少なくとも西洋各国と対等の持ち場を確保しているのに、ニューズ・サービスだけは『植民地』の域を脱することができず、取り残されている」と語り、「ニューズ植民地」からの脱却を高らかに宣言した。
同盟の前例に照らして共同の「一国一通信社論」を批判した長谷川もまた、国家代表通信社の再興を夢見ていた。そして自らが盟主となることを目論んでいたのである。

### 電算化の遅れ
東京証券取引所理事の馬場光雄は、取引所機能と相場情報伝達機能をコンピュータ化する構想を持っており、伝達役を担う企業として時事に白羽の矢を立てた。また、コンピュータによる経済情報通信サービス「ストックマスター (Stockmaster) 」を擁するロイターは、この事業を共同展開するよう時事に持ちかけた。
時事の編集局長安達鶴太郎は、ニューヨーク証券取引所 (NYSE) がコンピュータを導入したという情報を知った。経済通信を生業にする時事にとって、NYSEのこの動きは重大な示唆を与えているかもしれないと感じた安達は、ニューヨークの外交問題評議会への派遣が決まった外報部記者の小林淳宏に調査を依頼した。1962年にニューヨークへ渡った小林は、コンピュータについての調査に没頭した。
取引所で小林は、入力された約定価格が瞬時に電光掲示板に表示され、さらに外部にも配信されるさまをつぶさに観察した。「コンピュータ専門家」を自任する日本の学者ですら、コンピュータを計算機としてしか捉えていなかったこの頃にあって、NYSEはコンピュータを人間にも代わりうる機械として使用している。この驚愕の事実を、小林は膨大な報告書にまとめ上げた。
「ニューヨーク証券取引所の電算化」と題されたこの報告書は日本の時事本社に送られ、長谷川に回覧された。さらに、証券主任小林利三を通じて東証の馬場光雄の元にも渡ったのである。小林利三は馬場と東証の電算化を検討する一方、東証の株価をコンピュータで伝達する事業を始めるべきだと、何度も長谷川に進言した。
一方、ニューヨークのアルトラニク・システムズ社 (Ultranic Systems Co.) が開発した「ストックマスター」の端末を米国以外で販売する権利を獲得したロイターは、苦労を重ねつつも欧州各国で端末を販売し、強固なネットワークを築き上げていった。そして、日本での事業展開を実現すべく、時事との提携を模索し始めたのである。
ロイターの社長ジェラルド・ロング (Gerald Long) は自ら日本を訪れ、再三にわたり長谷川との面会を求めたが、居留守と思しき回答が返ってくるばかりであった。やっと面会できた長谷川に対してロングは、東証の電算化の必然性とストックマスターの重要性を諄々と説き、時事が共同販売をしてくれるならば利益を折半するとまで語った。
しかしいずれの提案にも、長谷川は首を縦に振らなかった。コンピュータ化のために必要とする莫大な投資に時事が耐えられるか。また、景気の波に左右されやすい証券市場で安定収入が得られるか。長谷川はこうした点を懸念した。
長谷川がコンピュータ化に二の足を踏んでいる間に、証券の世界では別の動きが進行した。1969年春に行われた日本経済新聞社と野村證券とのトップ会談をきっかけに、両社が出資する合弁会社をコンピュータでの相場情報伝達の担い手にする計画が浮上した。大蔵省の後押しを受けた日経は1971年に、野村をはじめとする大手証券会社や日立製作所と共に「株式会社市況情報センター (QUICK) 」を設立し、ロイターも交渉の末、QUICKへの共同出資を果たした。
QUICKは、日立が開発した専用端末「ビデオ-I」を武器に、急成長を遂げた。対する時事は結果として、大きな好機を逸することとなった。

## 労使対立

### 独裁と合理化
新商法の施行により、1952年に1人1票の議決権は1株1票に改められたが、従業員株主による直接投票で全ての取締役を選出する制度は継続した。だが、2年ごとに開催される取締役選挙では、長谷川の票は次第に伸び悩み、2位との差は縮まる一方であった。
この事態に不安を覚えた長谷川は、代表取締役候補のみを選出し、他の取締役候補は代表取締役候補が指名できるように定款を改正した。この制度は代表取締役に権限が集中することから、社内では「大統領制」と通称された。これに反対したある労働組合員は、社報で「いさぎよく社を辞めたほうがよい」と批判された挙げ句、呉支局に飛ばされた。組合は社に意見することをやめ、息を潜めるようになる。
長谷川に批判的な取締役は海外の支局に飛ばされ、役員定年の60歳を迎えるまで帰国を許されなかった。社内では密告が横行し、社員が少しでも社業に不満を漏らせば、直ちに執行部に伝わった。
長谷川は、未だ日本では定着していなかった「能率主義」の給与査定を導入したが、評価の基準が執行部の裁量に委ねられる面があった。また、宿直手当や寒冷地手当などの各種手当を廃止する「給与一本化」を実施したが、このときは職制らを使って賛成の署名を集めさせ、“自発的”な手当廃止という形を採った。
同盟外報部の勤務スタイルが染み付いていた長谷川は、「勤務時間は午前9時から午後5時までで充分」として、時間外手当も廃止した。手当てを求める記者たちに長谷川は「いまや第一報はテレビが伝え、新聞がそれを参考に記事をまとめる時代」だから、特種を追い求めるよりも効率的な業務を行うべきだと反論した。しかし、夜討ち朝駆けは不要と宣告された政治部や社会部の記者は、士気を落とした。
長谷川はまた、記者の大臣随行も不要と訓示した。交通費も支給されなかったため、記者らは恥を忍んで他社の記者に頭を下げ、相乗りを頼み込まねばならなかった。

### 新組合
不満を覚えた社員の間からは、現状打破を探る者が何人か現れた。彼らは秘密裡に連絡を取り合い、徐々に活動の輪を広めていった。活動開始から数年後、次第に正式な労働組合の必要性を感じた彼らは1968年、「時事通信労働組合」を結成した。組合には約120人が参加し、待遇改善などを要求する運動を展開した。対する執行部は新組合結成の動きを察知しており、組合委員長に就任する予定であった者を金沢に配転するなどの圧力をかけると共に、ほとんど活動を行っていなかった「時事通信社労働組合」を労使協調型の組合として復活させ、新組合と対抗させた。
新組合は当初、露骨な闘争路線を採らずに団体交渉を求めたが、長谷川は決して応じなかった。代わりに出席する社の代表は、待遇改善要求をことごとく拒否した。結成から1年4ヶ月のちの1969年11月10日、新組合は闘争委員会声明を発し、初めて編集局長の解任を要求するとともに、これまで封印してきたスト権の行使も辞さないと宣言した。
1970年、7人の記者が配転された。7人は全て組合員で、主要幹部も含まれていた。新組合は、長谷川体制打倒を前面に押し出して闘争を開始する。

### 国会質問
1970年、長谷川が『画報フォト』新年号に寄稿した一文が国会で問題となった。
『フォト』は、時事画報社が総理府広報室からの委託により編集する政府刊行物であったが、日本国憲法を「一夜漬けのチャンコナベ憲法」と評したこの文章に対し、日本共産党の岩間正男が参議院内閣委員会で、政府刊行物が憲法批判を掲載してもよいのかと質問した。岩間は「雑誌の編集権が総理府にあるとすれば、日本国憲法第99条（憲法遵守義務）に違反する」として、総理府総務長官の山中貞則を追及した。山中は「政府刊行物に掲載する記事としてはふさわしくない」と答弁、進退問題にまで発展した。
この一件は、政界・官界の少なからぬ人々に長谷川の政治的センスを疑わせる結果を招き、執行部の間にも動揺が広がった。

### 全日スト
1971年3月26日、新組合は決起した。午前4時、書記長が田園調布にある長谷川の自宅に電話をかけ、ストライキの開始を通告した。市政会館にピケを張った組合員らは、出社しようとする社員に対しては職場放棄を求め、幹部らとは乱闘を起こした。長谷川は、永田町のヒルトンホテルに退避して指揮を執った。
4月28日、組合は2度目の全日ストを断行した。会社側は150名の社員を泊まり込ませて組合と対峙。さらに機動隊をも出動させ、抵抗する組合側と乱闘する騒ぎとなった。
同日昼、3階のロビーで座り込みを始めた組合側に対し、経営陣4名が組合側の代表4名との交渉を提案した。これを了承した組合側は、ロビーで団体交渉を開始。午後11時過ぎまで続いたこの交渉で、組合側は「暴力行為調査委員会」の設置を求めた。社側もこれを了承したが、交渉は中途で終了した。
創業以来の混乱の中、5月29日に第51回定期株主総会が開催された。

## 退陣

### 株主総会
先述の通り、時事は社員が同時に株主でもある企業であった。そして、経営権を握る長谷川の持株比率は4%に過ぎない。組合はこの点を衝き、株主総会で多数派工作をすることで長谷川体制に挑む戦術を用意していた。
組合議長の長谷川が開会宣言をするや否や、組合側の職員が議長の不信任動議を提出した。これが否決されると、組合側は『フォト』の筆禍事件やストの際の暴行事件などの責任を問う質問を次々とぶつけた。しかし職制の1人による動議で質疑は打ち切られ、提出議案が強行採決された。一方的に閉会して席を立った長谷川を逃がすまいと組合員らが大挙して押し寄せ、会場は怒号に包まれた。長谷川は行く手に立ちふさがる組合員の肩に噛み付いて、辛くも代表取締役室に逃れた。部屋の扉には「狂犬に注意」と書かれた紙が貼られた。

### 総辞職
長谷川派の幹部は、こののちも組合による激しい吊るし上げに遭い、造反する者も現れた。帝国ホテルに逃れていた長谷川は、ついに辞職を決意した。
6月1日午前8時、臨時取締役会が帝国ホテルの1264号室で開催された。長谷川は一連の混乱の責任を取って辞職することを表明、他の取締役らも同意した。
「取締役全員は、今日の職場内の状況から判断して、秩序維持の責任を負いかねるので連袂辞職することに合意しました。実際の運びとしては全株主による無記名投票により、十一名の新取締役の就任を決定することを期待し、それまで引き継ぎなどのため残務処理にあたることにします。
昭和四十六年六月一日」
以上のような決議書に、取締役全員が署名した。

### 復帰工作
長谷川から辞職の話を聞かされた岸信介や長谷川峻は、「左傾化する共同に対抗する意味で、時事の存在は貴重である」として翻意を促した。一度は辞職を決意したものの、この闘争には言論界の行く末が懸かっていると感じた長谷川は、直ちに取締役への復帰に向けて動き出した。
反長谷川派の職制は新組合と共に「時事通信社再建株主連盟」を結成。対する長谷川らは、「腹心が組合側によって監禁・暴行を受けた」と刑事告訴して対抗したが、大方の支持は「再建連」に傾いていた。
「再建連」は新しい取締役を選任するため、速やかに株主総会を開催するよう要求した。これに基づき7月17日に開催された臨時株主総会で、かつて長谷川に疎んじられた福岡支社長の佐藤達郎を含む9名が取締役に選ばれた。そして、総会直後の取締役会で、佐藤が代表取締役に選出されたのである。
代表権を剥奪された長谷川は9月30日、時事を退社した。
長谷川は退職金として5,000万円を支給するよう要求して新経営陣と争ったが、認められたのは半額の2,500万円に留まった。しかも、当座の支給額は1,500万円のみで、残りは時事への敵対行為を行った場合は直ちに支給を打ち切るとの条件が付いていた。

## 晩年
時事を追われた長谷川は時事画報社に移り、持てる力を『フォト』に注いだ。しかし、同盟時代から長谷川に付き従っていた女性秘書の俸給を巡る内紛によって、時事画報社からも去ることとなる。これと前後して、長谷川は「内外ニュース」を設立し、週刊誌『世界と日本』を創刊した。
しかし内外ニュースでも、長谷川批判が起こった。くだんの女性秘書と長谷川が「社の経費を公然ときままに使っている」とするビラが撒かれたのである。怪文書は「私心を捨て奸物を除け」と、秘書の罷免を要求していた。
こうした内紛のさなかの1978年1月30日、長谷川は足元のふらつきを覚え、自宅近所の病院で検査を受けた。その結果、癌が発見され、関東逓信病院に入院して胃を摘出したが、すでに癌は転移拡大していた。
3月10日18時10分、急性心不全のため死去。74歳。内外ニュース社葬が港区愛宕の青松寺で行われた。
時事の2代目代表取締役に就任した佐藤達郎は、この葬儀を時事との合同葬とするよう遺族に持ちかけたが、長谷川の未亡人はこれを拒絶。十三回忌の際も、時事の参列を認めなかった。

## 評価
時事の元社員の1人によれば、時事の経営者としての長谷川は、「最初の10年は進取の気象に富んだ企業家だった。次の10年で独裁者になり、最後の7年は益より害を多くなした」。
発足当初の時事は、社員全員が同等の発言権を持つ平等主義的な企業であり、労使関係は険悪ではなかった。日本初の無線ファクシミリ実用化など、先進的な事業にも取り組んでいる。しかし、次第に権力への執着を見せるようになった長谷川は、経営の合理化や相次ぐ配転で社員との関係を悪化させ、その間に『近世日本国民史』や『少年日本史』で在庫の山を抱えた。時事の社史である『時事通信社50年史』も、ワンマン体制確立後の長谷川を批判的に描写している。
しかし長谷川の最大の失策は、電算化に遅れたことであった。経済通信社の看板を疎ましく思った長谷川は、共同に対抗して一般ニュース分野への進出に意欲を燃やしたが、コンピュータ株価情報サービスへの進出には、再三の説得にもかかわらず決断しなかった。その結果、新興のQUICKに成功の果実をさらわれる事態を招いた。元来経済通信社であった時事にとって、これは特に大きな痛手であった。
長谷川が時事を追われた1971年はQUICK創業の年であると同時に、米国大統領リチャード・ニクソンが金ドル交換停止を宣言した年でもあった。変動相場制に移行した金融市場は、驚異的な勢いで規模を拡大した。この波に、時事は乗り遅れることとなったのである。
ジャーナリストとしての長谷川は、生涯にわたって精力的に活動を続けた。経営者となってからも新聞や雑誌に寄稿し、テレビの時事解説番組にも出演した。原稿は日々の業務の合間や日曜日に書いていた。
取締役の1人、上村藤吉が「大変ではないか」と問うたところ、長谷川は「物書きは、物を書くことは全然苦にはならないんだよ。本当に好きだから」と答えた。上村は、「この人は経営者ではなく、ジャーナリストであり続けるべきではなかったか」と感じたという。
長らく政治や外交を論じてきた長谷川の思想は、一般に保守的と評されている。長谷川は1960年の安保改定に賛成し、その前段階たる警察官職務執行法（警職法）改正問題を巡る公聴会では、報道機関の長でありながら公述人として改正を支持する証言をなした。ほかに、『フォト』での憲法批判、『近世日本国民史』全100巻や『少年日本史』の刊行、『世界と日本』に書き綴った一連の文章、あるいは内外情勢調査会の設立などが長谷川の保守性を示す例として挙げられる。
左派陣営はこうした点を捉えて、長谷川を「ファシスト」「極右主義者」などと批判した。ただし、長谷川は国策通信社に籍を置きながらも、太平洋戦争がいかに無謀であるかを認識していた。また、身の危険を冒してもポツダム宣言受諾を報じており、必ずしも「極右主義者」の一言では長谷川の全てを言い表せない面もある。

## 註
1. ↑  日本新聞協会『英文年鑑』（1966年）による。日本の報道機関が有する海外支局の数（1966年3月現在）は、時事が28で全国1位、共同が27で2位であった。
2. ↑  下山進『勝負の分かれ目』（上巻）p.167.
3. ↑  下山進『勝負の分かれ目』（上巻）pp.237 - 238.
4. ↑  創刊号の「あいさつ」で長谷川は、「マスメディアがおしなべて反体制的な偏向に災いされているとすれば、世論を誤り国運を危くすることになりかねません」と書いた。「教育勅語を読み直そう」と題する文章では、「自由主義、民主主義にめまいした世論が、ようやく教育勅語を再発見しようとしている」と述べている。

## 年表

### 出生～
- 1903年（明治36年）10月1日 - 青森市大町で出生
- 1910年（明治43年）4月 - 橋本小学校に入学
- 1916年（大正5年）
  - 3月 - 橋本小学校を卒業
  - 4月 - 県立青森中学校に入学
- 1920年（大正9年）3月 - 第一高等学校文科丙類への入学を辞退し浪人
- 1921年（大正10年）4月 - 第一高等学校文科甲類に入学
- 1924年（大正13年）
  - 3月 - 第一高等学校を卒業
  - 4月 - 東京帝国大学法学部英法科に入学
- 1927年（昭和2年） - 受洗
- 1928年（昭和3年）
  - 3月 - 東京帝国大学法学部を卒業
  - 3月29日 - 結婚

### 就職～
- 1929年（昭和4年）4月 - 新聞聯合社に入社
- 1936年（昭和11年）1月1日 - 同盟通信社外信部長
- 1937年（昭和12年）6月1日 - ロンドン支局長（ロンドン到着は12月）
- 1941年（昭和16年）
  - 1月15日 - 編集局に配属
  - 12月8日 - マン島の収容所に抑留
- 1942年（昭和17年）
  - 9月27日 - 帰国
  - 12月16日 - 外信部長
- 1943年（昭和18年）
  - 2月11日 - 編集局次長兼外信部長
  - 8月18日 - 海外局次長兼外信部長
- 1944年（昭和19年）1月1日 - 情報部長兼外信部長
- 1945年（昭和20年）
  - 3月1日 - 海外局長
  - 7月4日 - 母死去。68歳
  - 8月10日 - ポツダム宣言受諾の報を配信
  - 9月15日 - 報道局長
  - 9月24日 - 古野伊之助、同盟通信社の解散を表明
  - 10月15日 - 長谷川以下12名、時事通信社の発起人会を開催。創立趣意書を作成
  - 10月31日 - 「同盟通信社の解散に関する覚書」に署名。同盟通信社解散

### 時事通信社時代
- 1945年（昭和20年）
  - 11月1日 - 時事通信社創業。代表取締役に就任
  - 12月12日 - 古野伊之助、A級戦犯として巣鴨拘置所に収容
- 1946年（昭和21年）
  - 4月30日 - 『亡命十六年』（野坂参三著）を刊行
  - 11月1日 - 共同と、両社の業務範囲を確認する協定を締結
- 1947年（昭和22年）5月29日 - 第3回定時株主総会開催。長谷川、代表取締役に再任
- 1948年（昭和23年）
  - 5月4日 - Xの変名で『第三次世界大戦は起るか』を刊行
  - 8月26日 - 連絡局を設置
- 1949年（昭和24年）
  - 1月13日 - 拡大幹部会、「社僚に訴える―社業推進の九原則について」を採択
  - 5月30日 - 第7回定時株主総会開催。長谷川、代表取締役に再任
  - 7月14日 - 松方三郎と会談。「同盟通信社の解散に関する覚書」を撤廃
  - 11月1日 - 出版局を設置
- 1950年（昭和25年）10月10日 - レッド・パージを巡る問題を契機に、「時事通信社労働組合（第一組合）」結成
- 1951年（昭和26年）1月 - NHK解説委員に就任
- 1952年（昭和27年）
  - 5月30日 - 第13回定時株主総会開催。長谷川、代表取締役に再任
  - 10月1日 - 朝日、毎日、読売の3社（9月に共同を脱退）への相場情報提供を開始
- 1954年（昭和29年）
  - 5月29日 - 第17回定時株主総会開催。長谷川、代表取締役に再任
  - 7月1日 - ホーガン式ファクシミリの運用を開始
  - 7月21日 - 社団法人中央調査社を設立。翌年、会長に就任
- 1955年（昭和30年）2月4日 - 社団法人内外情勢調査会を設立。会長に就任
- 1956年（昭和31年）
  - 5月1日 - 日本商業通信社に出資、代表取締役に就任
  - 5月26日 - 第21回定時株主総会開催。長谷川、代表取締役に再任
- 1957年（昭和32年）
  - 6月 - 防衛庁防衛懇談会委員に就任
  - 6月1日 - 短波ホーガン・ファクス・サービス開始
  - 8月6日 - 父死去。82歳
  - 12月10日 - 出版局事務取扱を兼務
- 1958年（昭和33年）1月20日 - 『ロシア・原子・西方』（ジョージ・F・ケナン著）を全訳して刊行
- 1959年（昭和34年）
  - 4月1日 - 11地方紙との間に「ジジ・プレス・シンジケート (Jiji Press Syndicate) 」を組織
  - 10月10日 - 『週刊時事』を創刊
- 1960年（昭和35年）
  - 1月25日 - 『近世日本国民史』（徳富蘇峰、全100巻）の版権獲得。9月10日より毎月の新版刊行
  - 5月2日 - 社団法人外交知識普及会を設立。常務理事に就任
  - 5月21日 - 第29回定時株主総会開催。長谷川、代表取締役に再任
- 1961年（昭和36年）
  - 2月21日 - 社団法人時事画報社を設立。4月1日、理事長に就任
  - 4月1日 - ファクシミリ送信を全面開始
  - 4月1日 - 「外交知識の時間」（のち「世界の焦点」。外交知識普及会提供）のラジオ放送開始
  - 5月 - NHK国際放送番組審議委員に就任
  - 6月 - 財団法人国民協会を設立、理事に就任
- 1962年（昭和37年）
  - 2月21日 - 日本興業銀行の月例懇談会委員に就任
  - 4月1日 - 任意団体地方行財政調査会を設立。会長に就任
  - 7月15日 - 「世界の焦点」のテレビ放送開始
- 1963年（昭和38年）11月11日 - マスメディア部を設置
- 1964年（昭和39年）
  - 4月1日 - 報道機関向けの記事配信を本格開始
  - 5月21日 - 第37回定時株主総会開催。長谷川、代表取締役に再任
- 1965年（昭和40年）
  - 4月1日 - 「時事ファクス・フォト・サービス」を開始
  - 9月1日 - 「太平洋共栄圏特報 (Pacific Commonwealth Information) 」を開始
- 1966年（昭和41年）
  - 5月21日 - 第41回定時株主総会開催。長谷川、代表取締役に再任
  - 7月1日 - 市政会館地下に書店「時事書房」開店
- 1967年（昭和42年）8月26日 - PANA通信社代表取締役に就任
- 1968年（昭和43年）
  - 5月18日 - 第43回定時株主総会開催。長谷川、代表取締役に再任
  - 7月19日 - 「時事通信労働組合（第二組合）」結成
- 1969年（昭和44年）3月25日 - 太平洋共栄圏特報、「太平洋ニューズ圏 (Pacific News Commonwealth) 」に拡大
- 1970年（昭和45年）
  - 3月19日 - 岩間正男、参議院内閣委員会で長谷川執筆の『フォト』の巻頭論文について質問
  - 5月23日 - 第49回定時株主総会開催。長谷川、代表取締役に再任
  - 6月2日 - 第二組合、長谷川との全面対決を決議
  - 7月21日 - 第二組合側株主15名、取締役及び監査役選任決議を不服として時事通信社を提訴
  - 11月1日 - 創立25周年記念出版『少年日本史』（平泉澄著）刊行
  - 11月2日 - 創立25周年記念祝賀会、第二組合との対立により中止
- 1971年（昭和46年）
  - 3月26日 - 第二組合、第1回全日ストを決行
  - 4月28日 - 第二組合、第2回全日ストを決行
  - 5月29日 - 第51回定時株主総会開催。長谷川の不信任決議案を否決
  - 6月1日 - 臨時取締役会開催。長谷川以下全取締役、辞職を表明
  - 7月17日 - 臨時株主総会開催。佐藤達郎を社長に選任
  - 9月30日 - 長谷川、時事通信社を退社。関連諸団体の役職をも辞任

### 晩年
- 1971年10月1日 - 時事画報社を時事通信社から分離
- 1972年（昭和47年）
  - 3月1日 - 株式会社内外ニュースを設立。代表取締役社長に就任
  - 3月31日 - 時事画報社を退社
  - 4月10日 - 『週刊　世界と日本』を創刊
  - 9月25日 - 『じゅん刊　世界と日本』を創刊
- 1975年（昭和50年）
  - 4月29日 - 勲一等瑞宝章を受章
  - 5月23日 - 第4回定時株主総会開催。長谷川、代表取締役に再任
- 1976年12月5日 - 編著『歴史残花』を善本社から刊行
- 1977年（昭和52年）
  - 3月15日 - 『雞肋集』を善本社から刊行
  - 10月15日 - 『世界と日本ところどころ』を善本社から刊行
- 1978年（昭和53年）
  - 2月2日 - 関東逓信病院に入院
  - 3月10日 - 急性心不全で死去。74歳
  - 3月12日 - 密葬を執行
  - 3月16日 - 青松寺で社葬を執行

## 主な編著書
- 『時事英語手引 :民主主義と日本』泰流社 1949
- 『「平和共存」論争』編　時事通信社 時事新書 1960
- 『歴史残花』編 善本社 1976
- 『鷄肋集』善本社 1977

### 翻訳
- F.S.G.ピゴット『斷たれたきずな 日英外交六十年』時事通信社 1951／時事新書（改訳版 全3巻） 1959
- ハンキー卿（サー・モーリス・ハンキー）『戦犯裁判の錯誤』時事通信社 1952／経営科学出版（ダイレクト出版、上島嘉郎解説） 2020
- デクスター・パーキンズ『アメリカの外交政策』時事通信社 1954
- グラハム・ハットン『われわれも繁栄できる 生産性向上と経営改善』時事通信社 1954、改訳版・稲本国雄共訳 1958
- ジョージ・F・ケナン『ロシア・原子・西方　リース卿記念講演』時事新書 1958

### 関連出版
- 『長谷川才次』同・刊行会編 1979年 - 非売品（善本社制作）
  - 前田雄二『伝記 長谷川才次』同・刊行会 1979年 - 上記の伝記部分の抜粋